# Delegación Nacional de Prensa y Propaganda
La Delegación Nacional de Prensa y Propaganda (DNPP)  fue un organismo de FET y de las JONS, y posteriormente de la propia administración de la Dictadura franquista, que tuvo a su cargo el control de todos los medios de comunicación, especialmente los que estaban en manos de FET y de las JONS, así como la propaganda franquista.

## Historia
La Delegación Nacional de Prensa y Propaganda fue creada como un órgano de FET y de las JONS en mayo de 1937, después de haberse consumado el Decreto de Unificación. Su primer jefe fue el sacerdote falangista Fermín Yzurdiaga. Inicialmente gestionó algunos de los periódicos y publicaciones que hasta ese momento estaban bajo control de FET y de las JONS, aunque todavía se encontraba bajo un fuerte control de la censura militar.
Con la formación del primer gobierno de Franco (enero de 1938), la Delegación Nacional de Prensa y Propaganda también pasó a formar parte de la administración del estado y a depender del Ministerio del Interior, quedando bajo la dirección de Ramón Serrano Suñer. Eso supuso la unificación de la Delegación del Estado para Prensa y Propaganda —órgano creado en enero de 1937— con la Delegación adscrita a Falange en una sola entidad. A partir de ese momento la delegación tuvo una organización eficaz: pasó a contar con una Dirección general de Propaganda, dirigida por Dionisio Ridruejo, y una Dirección general de Prensa, dirigida por José Antonio Giménez-Arnau.
Tras el estallido de la guerra civil española, las fuerzas sublevadas se habían hecho control de numerosos diarios, editoriales y rotativas pertenecientes a aquellos que eran considerados enemigos. Todas estas publicaciones —así como imprentas, rotativas y emisoras de radio— pasaron a quedar bajo control de la Delegación Nacional de Prensa y Propaganda en 1938. Por una ley de julio de 1940, todos estos medios fueron entregados en propiedad al organismo; el Estado dispuso de unos cuarenta diarios que pasarían a conformar la denominada «Prensa del Movimiento». Esta cadena periodística constituyó el grupo empresarial más importante del Estado franquista.
Entre 1941 y 1945 muchas de sus funciones fueron asumidas por la Vicesecretaría de Educación Popular de FET y de las JONS, aunque con posterioridad la Delegación Nacional de Prensa y Propaganda recuperó algunas competencias. En febrero de 1948 se crearon los servicios de radio de FET y de las JONS, que pasaron a depender del organismo. En 1956, el ministro Gabriel Arias Salgado, conocido por su integrismo católico y su filonazismo, reorganizó los servicios de la Delegación Nacional: se restableció la figura del delegado provincial de prensa y propaganda, y los medios de comunicación de su propiedad —prensa, propaganda y radiodifusión— volvieron a su estricto control, quedando bajo la dirección de la DNPP.
En abril de 1977 el organismo fue disuelto, al igual que su matriz, FET y de las JONS.

## Dependencias
A lo largo de su existencia, el organismo varió en sus funciones y los órganos que tenía bajo su control. Desde 1938 controló los medios de comunicación incautados desde el comienzo de la contienda y desde 1940, por ley del Estado, tuvo la propiedad sobre lo que acabaría siendo conocido como cadena de Prensa del Movimiento. La Escuela Oficial de Periodismo, donde se formaban numerosos periodistas, estaba adscrita a la Delegación Nacional de Prensa y Propaganda. También se encontraban bajo su dependencia una editorial —Ediciones del Movimiento—, la agencia de noticias Pyresa (Prensa y Radio Española), así como varias revistas y semanarios.
El diario Pueblo —el periódico del Sindicato Vertical— inicialmente dependió de la Delegación, pero posteriormente pasó a la Delegación Nacional de Sindicatos.
De la Delegación Nacional de Prensa y Propangada no sólo dependían publicaciones escritas: también dependían de ella medios radiofónicos. Este era el caso de la Red de Emisoras del Movimiento (REM). En 1974 la Cadena Azul de Radiodifusión (CAR) también pasó a quedar adscrita a la Delegación Nacional.